# Ачибуэно

Карта бассейна реки Мауле

Ачибуэно (исп.  Achibueno) — река, самый важный правобережный приток реки Лонкомилья, в провинции Линарес, в области Мауле в Чили. Часть её формирует границу между коммунами Линарес и Лонгави. Принадлежит бассейну реки Мауле.
Ачибуэно рождается из одноименного озера, расположенного у восточного склона Невадо-Лонгави. В верхнем течении река протекает западнее Кордон-Меладо, окруженная высокими андскими горами. Здесь река получает несколько притоков, особенно по правому берегу, которые рождаются в андских массивах.
Далее к западу, в реку впадает река Анкоа, в точке, близкой к Панамериканскому шоссе, в нескольких километрах на юго-запад от города Линарес.